# Carbofenotion
Carbofenotion, de triviale naam voor 4-chloorfenylthiomethyl-O,O-di-ethyldithiofosfaat, is een organische verbinding met als brutoformule C11H16ClO2PS3. Het is een kleurloze vloeistof met een kenmerkende geur, die onoplosbaar is in water. Carbofenotion wordt gebruikt als insecticide. Handelsnamen van de stof zijn Acarithion, Dagadip, Garrathion, Nephocarb en Trithion.

## Toxicologie en veiligheid
De stof ontleedt bij verhitting of bij verbranding met vorming van giftige dampen, onder andere fosforoxiden, zwaveloxiden en waterstofchloride.
De damp van de stof is sterk irriterend voor de ogen, de huid en de luchtwegen. Butylformiaat kan effecten hebben op het centraal zenuwstelsel. Blootstelling aan hoge doses kan bewusteloosheid veroorzaken.